# Alston-Zwerghörnchen
Das Alston-Zwerghörnchen (Prosciurillus alstoni) ist eine Hörnchenart aus der Gattung der Sulawesi-Zwerghörnchen (Prosciurillus), die auf der zu Indonesien gehörenden Insel Sulawesi vorkommt.

## Merkmale
Wie die anderen Arten der Sulawesi-Zwerghörnchen gehört auch das Alston-Zwerghörnchen zu den kleineren Hörnchenarten, die endemisch auf der Insel Sulawesi sind. Es erreicht eine Kopf-Rumpf-Länge von etwa 15,7 bis 19,5 Zentimetern bei einem Gewicht von 135 bis 210 Gramm. Der Schwanz ist etwa 13,5 bis 18,0 Zentimeter lang und damit nur etwas kürzer als der restliche Körper. Die Rückenfarbe Tiere ist dunkelbraun mit einzelnen sandgelben, orangefarbenen oder schwarzen Flecken. Die Unterseite ist dunkelrot bis rotbraun. Die meisten Individuen weisen weiße Haare auf der Oberseite der Ohren auf und besitzen auffallende Haarbüschel an der Ohrenspitze. Der Schwanz ist geringelt mit schwarzen und sandbraunen Ringen.

## Verbreitung
Das Alston-Zwerghörnchen kommt zentral und im Osten sowie auf der südöstlichen Halbinsel der zu Indonesien gehörenden Insel Sulawesi sowie auf den vorgelagerten Inseln Buton und Kabaena vor. Die Höhenverbreitung reicht vom Meeresspiegelniveau an der Küste bis hin zu Berglagen um 1200 Meter.

## Lebensweise
Über die Lebensweise des Alston-Zwerghörnchens liegen kaum Daten vor. Die Tiere leben in den höheren Bäumen und bewegen sich auf Strecken fort, die aus Ästen und Ranken in Geäst gebildet werden. Lücken werden überwunden, indem die Tiere auf den Boden und über Totholz und dann wieder in die Bäume steigen. Sie ernähren sich vor allem von weichen Früchten wie Feigen sowie von Insekten. Die Kommunikation erfolgt über einzelne Warnlaute und laute Rufe, die denen von Prosciurillus topapuensis ähneln. Dabei rufen die Tiere einzeln und nicht in Chören.
Die Weibchen haben drei Paar Zitzen. Die Jungenaufzucht wurde nicht beobachtet, untersuchte tragende Weibchen enthielten je einen einzelnen Embryo.

## Systematik
Das Alston-Zwerghörnchen wird als eigenständige Art innerhalb der Gattung der Sulawesi-Zwerghörnchen (Prosciurillus) eingeordnet, die aktuell aus sieben Arten besteht. Bis 2005 wurden nur fünf Arten anerkannt, Prosciurillus alstoni gehörte nicht dazu.  Die Erstbeschreibung erfolgte 1871 durch John Anderson unter dem wissenschaftlichen Namen Sciurus alstoni.
Innerhalb der Art werden neben der Nominatform keine weiteren Unterarten unterschieden.

## Status, Bedrohung und Schutz
Das Alston-Zwerghörnchen ist von der International Union for Conservation of Nature and Natural Resources (IUCN) nicht erfasst.

## Belege
1. 1 2 3 4 5 6 7 8  Richard W. Thorington Jr., John L. Koprowski, Michael A. Steele: Squirrels of the World. Johns Hopkins University Press, Baltimore MD 2012; S. 175. ISBN 978-1-4214-0469-1
2. ↑  Prosciurillus In: Don E. Wilson, DeeAnn M. Reeder (Hrsg.): Mammal Species of the World. A taxonomic and geographic Reference. 2 Bände. 3. Auflage. Johns Hopkins University Press, Baltimore MD 2005, ISBN 0-8018-8221-4.
3. ↑  John Anderson: Catalogue of Mammalia in the Indian Museum, Calcutta. Band 1: Primates, Prosimiæ, Chiroptera, and Insectivora. Indian Museum, Calcutta 1881, S. 21 (Digitalisat).
4. ↑  Kein Datensatz der IUCN vorhanden; Abgerufen am 21. März 2015.